# Chaur al-Udajd
Chaur al-Udajd (arab. ‏خور العديد‎, Ḫawr al-ʿUdayd) – zatoka w Katarze. Stanowi część Zatoki Perskiej.

## Położenie
Chaur al-Udajd położona jest w prowincji Al-Wakra, w południowo–wschodnim Katarze, ok. 80 km od Dohy.

## Ochrona przyrody

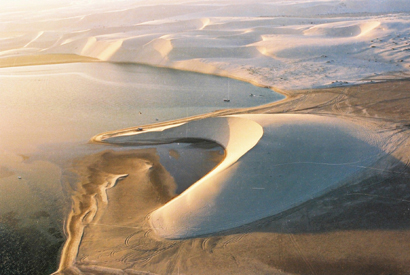
Wydmy położone na terenie rezerwatu

W 2007 roku na terenie zatoki utworzono wodny rezerwat przyrody o tej samej nazwie. Jego łączna powierzchnia wynosi 1833 k². Rok później został wpisany na listę informacyjną UNESCO. Na terenie rezerwatu występują wysokie wydmy, przybrzeżne sebha, kamieniste pustynie oraz (niedawno odkryte) „solne garby”.